# 極速前進中國版4
《极速前进4》（英語：The Amazing Race China 4）是真人秀電視節目极速前进中国版的第四季。节目版权引进自美国真人秀电视节目《极速前进》。中国《极速前进》仍启用“明星阵容”，是次比赛中每一支队伍中都有一或两名名人参赛，本季度共有多對不同關係的選手參賽：范冰冰與謝依霖、賈靜雯與丈夫修杰楷、鄭元暢與王麗坤、吳敏霞與丈夫張效誠、史強（強子哥哥）與張星月、陸婷與許楊玉琢、鄧濱與王新宇及於第二賽段加入的張繼科與父親張傳銘。
本季於2017年8月4日起在深圳卫视播出。本季比赛主持人一职繼續由吴振天（Allan Wu）主持。

## 比賽结果
下表列出了所有参赛队伍的比赛结果，以排名顺序列出。當中列出的隊員關係為節目拍攝時期的狀態，关系描述为官方版本。
| 隊伍            | 關係 | 分段比賽成績 | 分段比賽成績 | 分段比賽成績 | 分段比賽成績 | 分段比賽成績 | 分段比賽成績 | 分段比賽成績 | 分段比賽成績 | 分段比賽成績 | 分段比賽成績 | 路障完成情況        |
| 隊伍            | 關係 | 1            | 2            | 3+           | 4+           | 5+           | 6            | 7+           | 8            | 9            | 10           | 路障完成情況        |
| --------------- | ---- | ------------ | ------------ | ------------ | ------------ | ------------ | ------------ | ------------ | ------------ | ------------ | ------------ | ------------------- |
| 賈靜雯 & 修杰楷 | 夫妻 | 6th          | 6th          | 1st⊃         | 1st          | 1st          | 3rd»«        | 1st          | 3rd          | 1st          | 1st          | 賈靜雯 3，修杰楷 4  |
| 鄭元暢 & 王麗坤 | 搭檔 | 3rd          | 1st          | 2nd          | 5thə5        | 5th6         | 1st»         | 2nd          | 4th~         | 2nd          | 2nd          | 鄭元暢 4，王麗坤 3  |
| 吳敏霞 & 張效誠 | 夫妻 | 2nd          | 5th3         | 4th          | 2nd          | 3rd          | 2nd»         | 3rd          | 2nd          | 3rd          | 3rd          | 吳敏霞 43，張效誠 3 |
| 強子 & 張星月   | 同事 | 4th2         | 2nd          | 7th⊂         | 4th>         | 2nd          | 4th»«        | 4th          | 1st          | 4th          |              | 強子 4，張星月 3    |
| 張繼科 & 张传铭 | 父子 |              | 8th          | 6th~         | 6th          | 4th          | 5th          | 5th~7        |              |              |              | 張繼科 34，张传铭 4 |
| 陸婷 & 許楊玉琢 | 搭檔 | 5th1         | 4th          | 5th          | 3rd          | 6th~         |              |              |              |              |              | 陸婷 3，許楊玉琢 3  |
| 范冰冰 & 謝依霖 | 朋友 | 1st          | 3rdε         | 3rd          | 7th<         |              |              |              |              |              |              | 范冰冰 2，謝依霖 2  |
| 鄧濱 & 王新宇   | 兄弟 | 7th          | 7th          | 8th          |              |              |              |              |              |              |              | 鄧濱 1，王新宇 2    |

- 紅 : 該隊已被淘汰
- 下線藍：該隊最後抵達非淘汰提示站，在下赛段该队需要完成减速障碍（Speed Bump）
- 下底線：該隊最後抵達非淘汰提示站，並沒有任何懲罰。
- 紫ε：該隊於賽段中使用「迅速通關卡」（Express Pass）。
- 洋紅ə：該隊於賽段中使用另一隊給予的第二張「迅速通關卡」。
- 橙+：代表该赛段设有对战任务；~：表示该队输于对战任务，将在对战任务结束后在对战任务当地罚时15分钟。
- 棕⊃該隊為使用「迴轉」（Double U-turn）之其中一隊隊伍；⊂是被指定迴轉的队伍。
- 橙>：指該隊使用讓路；而<是被指定讓路的队伍。
- 靛»表明該隊投票回转了获票数最多的队伍；«是被各队投票指定迴轉最多的队伍。

- ^  注解1：由於陸婷行程问题，第一賽段由黃婷婷替陸婷完成該賽段。
- ^  注解2：強子 & 張星月是第三隊到中繼站，但因為二人在平衡高手任務中㧓繩子犯規而被罚时30分鐘，最後以第四位到达。
- ^  注解3：由於张效诚護照问题，第二賽段由吳敏霞独自完成該賽段。本賽段有兩個路障，而規則指明每人須完成一個，由於吳敏霞須獨自完成賽段，亦沒受規則所限的罰時影響，路障完成情况因而更改。
- ^  注解4：張繼科 & 张传铭是第八隊到中繼站，但因為張繼科放弃路障任务，原应被罚时两小时，但因最後到達而不需罰時。由于張繼科原须完成该路障，路障完成情况因而更改。
- ^  注解5：鄭元暢 & 王麗坤使用范冰冰 & 謝依霖给的直通卡跳过推箱子对抗任务。
- ^  注解6：郑元畅 & 王丽坤是第三队到达中继站，但因为二人在拔河比赛失败时未落入水中而被罚时15分钟，最后以第五位到达。
- ^  注解7：张继科 & 张传铭放弃绕道任务，并宣布弃赛。

## 赛段奖项
- 第一段 - 两张直通卡、黑黑乳全年饮用产品（可捐赠予希望小学）、迪士尼探索家度假酒店豪华套房一晚
- 第二段 - 黑黑乳全年饮用产品（可捐赠予希望小学）、人力三轮车模型
- 第三段 - 达拉木马模型、黑黑乳全年饮用产品（可捐赠予希望小学）
- 第四段 - 黑黑乳全年饮用产品（可捐赠予希望小学）
- 第五段 - 折扇、黑黑乳全年饮用产品（可捐赠予希望小学）
- 第六段 - 黑黑乳全年饮用产品（可捐赠予希望小学）
- 第七段 - 丝绸、黑黑乳全年饮用产品（可捐赠予希望小学）
- 第八段 - 黑黑乳全年饮用产品（可捐赠予希望小学）
- 第九段 - 黑黑乳全年饮用产品（可捐赠予希望小学）
- 第十段 - 黑黑乳全年饮用产品（可捐赠予希望小学）

## 投票记录
本次极速前进中国版也设定了投票回转，每支队伍都需要回转另一支队伍，票数最多的队伍就会被回转
|                 | 投票回转                              |
| --------------- | ------------------------------------- |
| 赛段数:         | 6                                     |
| 被指定回转队伍: | 賈靜雯 & 修杰楷 強子 & 張星月 2－2－1 |
| 投票队伍        | 投票情况                              |
| 賈靜雯 & 修杰楷 | 強子 & 張星月                         |
| 強子 & 張星月   | 賈靜雯 & 修杰楷                       |
| 吳敏霞 & 張效誠 | 賈靜雯 & 修杰楷                       |
| 張繼科 & 张传铭 | 吳敏霞 & 張效誠                       |
| 鄭元暢 & 王麗坤 | 強子 & 張星月                         |

## 賽程摘要

### 第1段（香港）
- 中国香港灣仔（金紫荊廣場）
- 中環（中環10號碼頭）[AT1]

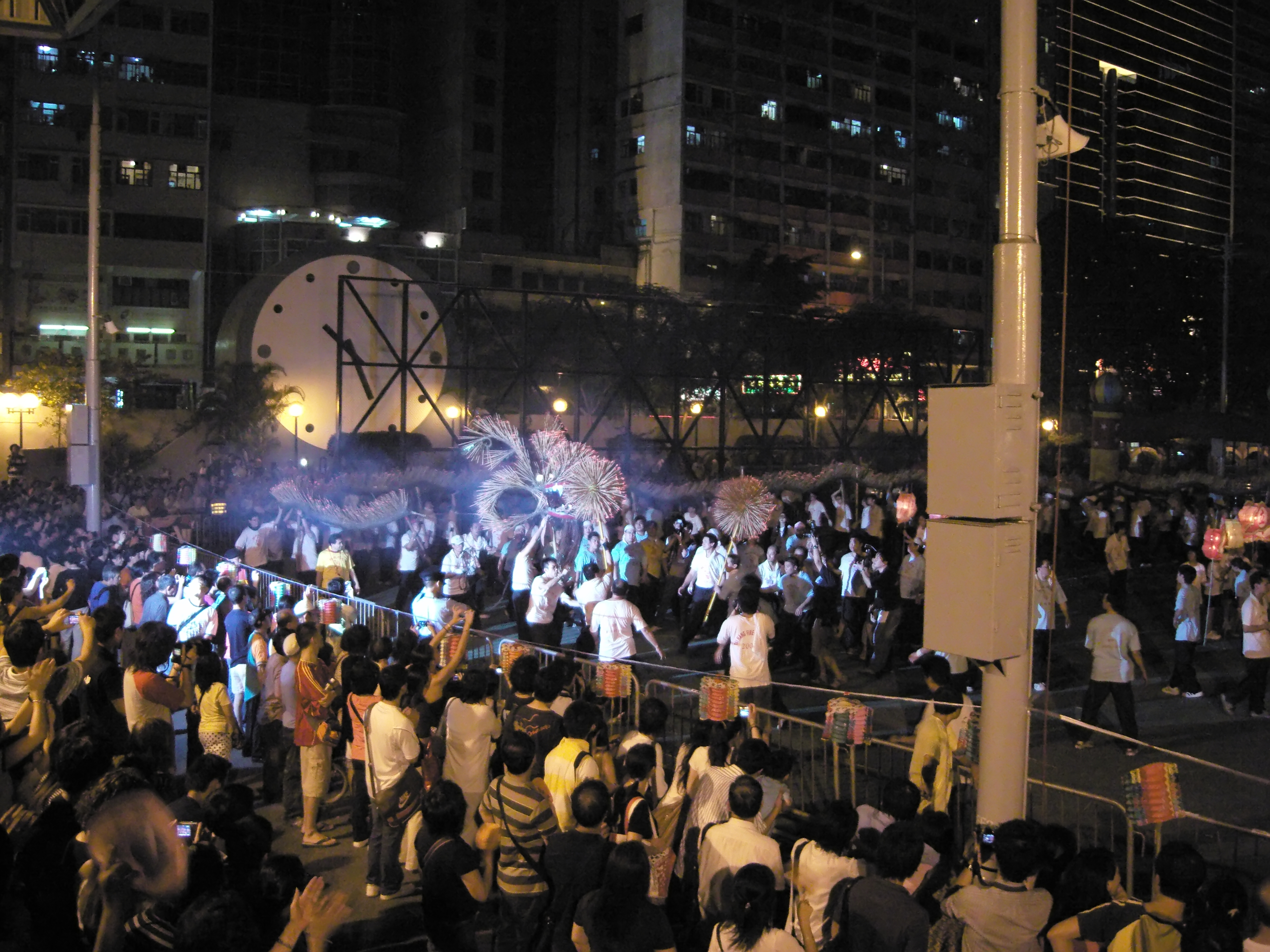
在蓮花宮，選手須參與被列为中國國家級非物質文化遺產的大坑舞火龍，在沙田柚上插上300支香

- 大嶼山（香港迪士尼樂園度假區迪士尼探索家度假酒店）[AT2]
- 大嶼山（香港迪士尼樂園度假區迪欣湖活動中心）[AT3]
- 大坑（蓮花宮）[AT4]
- 中環（何蘭正酒吧）或上環（摩羅上街）[AT5]
- 尖沙咀（前九廣鐵路鐘樓）

本赛段任务摘要：
- 绕道：队伍要选择“本草纲目”或“九章算术”两项任务之一。
  - 在“本草纲目”任务中：选手需要前往何蘭正酒吧喝六杯啤酒。選手須找出每杯啤酒中含有的中藥藥材，全部答對即可获得下一条线索。
  - 在“九章算术”任务中：选手需要前往摩羅上街，計算储蓄罐內256個硬幣的港幣數值。硬幣包括多國的硬幣，選手須按答題板匯率進行計算並作答，數值正確即可获得下一条线索。

附加任务：
- [AT1]：选手需要參加香港國際龍舟邀請賽。七隊同時出發，先衝線的隊伍可先行前往下一任务地点。
- [AT2]：选手需要在迪士尼朋友的旅行櫃內找出和前三季相符的物件，並告訴米奇和米妮，即可获得下一条线索，其中一張线索藏有直通卡。
- [AT3]：选手需要用鋼線上的五塊木板過湖。选手需在十分鐘內抵達中心紅線，且全程不可触碰鋼線和下水。成功過湖並拿下旗子即可获得下一条线索。
- [AT4]：选手需要插上300支香到沙田柚上成為珠球，製作大坑舞火龍的火球，得到認可後，完成一次大坑舞火龍，即可获得下一条线索。
- [AT5]：选手需要把在任務中獲得的天星小輪模型拼出中继站名称。

### 第2段（香港 → 丹麥）
- 香港（香港國際機場）到 丹麥哥本哈根（哥本哈根凯斯楚普机场）
- 哥本哈根（市政厅广场）[AT1]
- 哥本哈根（人民剧院）
- 哥本哈根（国王花園或La Glace甜品店（丹麥語：La Glace））
- 哥本哈根（城市游侠探险基地（英語：Urban Ranger Camp））
- 哥本哈根（GoBoat码头）[AT2]
- 哥本哈根（新港）

本赛段任务摘要：
- 路障1：“谁是丑小鸭？”——选手需要与小舞蹈家们完成一场芭蕾舞剧，如果动作符合标准即可获得下一条线索。
- 绕道：队伍要选择“直线冲刺”或“拐弯抹角”两项任务之一。
  - 在“直线冲刺”任务中：两人需要与兔子完成障碍跑，不要触碰到障碍或伤害到兔子。两人如果都在一分钟内把兔子拉到终点，就可获得下一条线索。
  - 在“拐弯抹角”任务中：选手需要学会为花轮蛋糕裱花，并插上丹麦国旗，符合标准即可获得下一条线索。
- 路障2：“谁想步步惊心？”——选手需要在独木桥上行走，不要碰到安全绳，走到对岸触碰铃铛后再返回起点，成功即可获得下一条线索。完成第一个路障的选手不可挑战该路障。

附加任务：
- [AT1]: 选手需根据地图标示找到人民剧院，就可获得下一条线索。
- [AT2]: 选手须驾驶Go Boat，从沿路的英文字母里破译出中继站名称。

### 第3段（丹麥 → 瑞典）

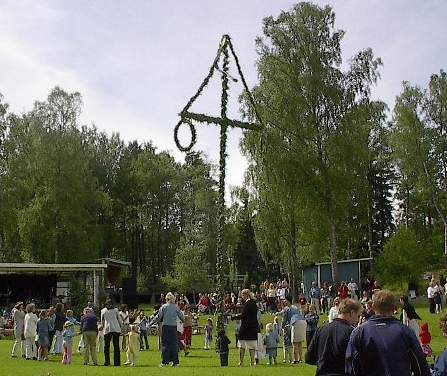
在Kaknässpåret，选手需装扮用于庆祝仲夏节的树塔。

- 哥本哈根（哥本哈根凯斯楚普机场）到 瑞典斯德哥尔摩（斯德哥爾摩-阿蘭達機場）
- 斯德哥尔摩（ICEBAR（瑞典语：Ishotellet_i_Jukkasjärvi#Isbarerna））[AT1]
- 斯德哥尔摩（Sjätte Tunnan餐厅）[对抗任务]
- 斯德哥尔摩（Kaknässpåret）[AT2]
- 斯德哥尔摩（皇家动物园）
- 斯德哥尔摩（皇家动物园）[AT3]
- 斯德哥尔摩（北欧博物馆）

本赛段任务摘要：
- 起点线任务：选手需将冰块凿开，即可获得下一条线索。
- 对抗：“维京大胃王”——每组其中一名选手需为队友选择食物并称重，更重的一方派出另一名选手食用。如该选手在五分钟内吃完所有食物，则该方获得下一条线索；否则对方获得下一条线索，该方需与下一组选手继续对抗。
- 减速带：张继科 & 张传铭需制作30颗瑞典肉丸。
- 绕道：队伍要选择“维京战士”或“维京学士”两项任务之一。
  - 在“维京学士”任务中：选手需收集标有卢恩字母的石块，并拼出指定的谚语，即可获得下一条线索。
  - 在“维京战士”任务中：两人需要锯下一片原木成为靶子，并将维京战斧投至靶子上。如两人都投掷成功，就可获得下一条线索。
- 路障：“谁想单打独斗？”——选手需乘坐战船与另一艘战船上的“维京战士”对决。如该选手将对手推入水中，即可获得下一条线索。

附加任务：
- [AT1]：选手需找到Sjätte Tunnan餐厅，即可获得下一条线索。
- [AT2]：选手需装扮仲夏夜树塔，得到认可后与人群围绕树塔跳舞，即可获得下一条线索。
- [AT3]：选手需要破译在任务中获得的宝藏拼图的内容，获得步行至中继站的路线。

### 第4段（瑞典）
- 斯德哥尔摩（斯德哥尔摩喜来登酒店）
- 斯德哥尔摩（Polkagris Kokeri糖果屋或诺贝尔博物馆）[AT1]
- 斯德哥尔摩（国王花园）[AT2]
- 斯德哥尔摩（Coop超市（英语：Coop Forum）人民广场（英语：Medborgarplatsen）店）[AT3]
- 斯德哥尔摩（瑞典电影学院）[对抗任务] [AT4]
- 斯德哥尔摩（Glashyttan水晶作坊）[AT5]
- 斯德哥尔摩（贝采利公园（英语：Berzelii Park））

本赛段任务摘要：
- 绕道：队伍要选择“百里挑一”或“众里寻TA”两项任务之一。
  - 在“百里挑一”任务中：选手需在指定货架寻找内含《极速前进》标志的糖果，找到即可获得下一条线索；如拆封后未见有关标志，则需自行或邀请路人食用，再继续寻找。
  - 在“众里寻TA”任务中：选手需寻找含有指定诺贝尔奖得主签名的椅子，并将椅子编号标注在答题卡上，全数标注正确就可获得下一条线索。
- 对抗：“游戏王”——每组其中一名选手站在高台指挥另一名选手推动指定区域的箱子，直至形成由红色区域前往中央圆形区域的通路。如选手认为己方陷入死局，则可要求重置游戏区域。先形成通路的一方可获得下一条线索，另一方则需与下一组选手继续对抗。
- 路障：“谁是能工巧匠？”——选手需以在任务中获得的水晶原石为原料制造与样品一致的水晶球，并获得作坊老板认可，即可获得下一条线索。

附加任务：
- [AT1]：选手需乘坐地铁，经地铁中央站至国王花园站（英语：Kungsträdgården metro station），前往国王花园，即可获得下一条线索。
- [AT2]：选手需乘坐地铁前往COOP超市人民广场店，并沿途收集废旧饮料瓶。抵达后将收集到的带回收标志的饮料瓶投入专门回收箱，即可获得下一条线索。获回收金额最多的队伍可在下一赛段获得奖品。
- [AT3]：选手需前往瑞典电影学院，即可获得下一条线索。
- [AT4]：选手需前往斯堪森公园，即可获得下一条线索。
- [AT5]：选手需前往中继站贝采利公园，将在路障任务获得的水晶球交予瑞典新娘。

### 第5段（瑞典 → 中国）

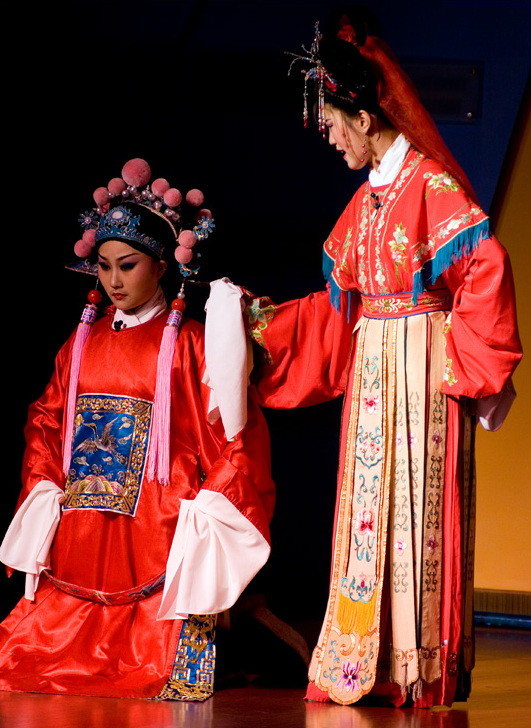
在安徽省黄梅戏剧院，选手需与专业演员同台演出一段黄梅戏。

- 斯德哥尔摩（斯德哥爾摩-阿蘭達機場）到中国合肥（合肥新桥国际机场）
- 包河区（江淮汽车集团）（起点线）
- 蜀山区（江淮汽车技术中心）[AT1]
- 包河区（岸上草原）[对抗任务]
- 包河区（滨湖国家森林公园）
- 庐阳区（安徽省黄梅戏剧院）[AT2]
- 蜀山区（徽园黄山园）
- 蜀山区（天鹅湖）

本赛段任务摘要：
- 起点线任务：选手需选择一个车架号，并找到与该车架号对应的汽车，即可获得下一条线索。之后，选手须利用该辆汽车前往下一地点。
- 路障1：“谁能眼观六路？”——选手需驾驶瑞风S7，在五分钟内只借助倒车影像通过赛道，且不碰倒障碍物、超出赛道范围或掉下单/双边桥，即可获得下一条线索。
- 对抗：“胜者为王”——每组需选择两名当地青年组成二男二女队伍进行水上拔河比赛，先将对方所有队员全部拉下水的一方即可获得下一条线索，另一方则需与下一组选手继续对抗。
- 绕道：队伍要选择“一纸千金”或“愿者上钩”两项任务之一。
  - 在“一纸千金”任务中：选手需制作三张厚度适宜、纤维分布均匀的宣纸，并获造纸工匠认可，就可获得下一条线索。
  - 在“愿者上钩”任务中：选手需从龙虾垂钓区钓起30只小龙虾，并交给渔夫，就可获得下一条线索。
- 路障2：“谁能入乡随俗？”——选手需抽签选择要学习的黄梅戏经典唱段，然后与专业演员同台表演，并获得评审认可，即可获得下一条线索。

附加任务：
- [AT1]：选手需前往岸上草原，即可获得下一条线索。
- [AT2]：选手需前往徽园，向包公呈上在任务中收集到的文房四宝，即可获得中继站线索。

### 第6段（中国 → 新加坡）

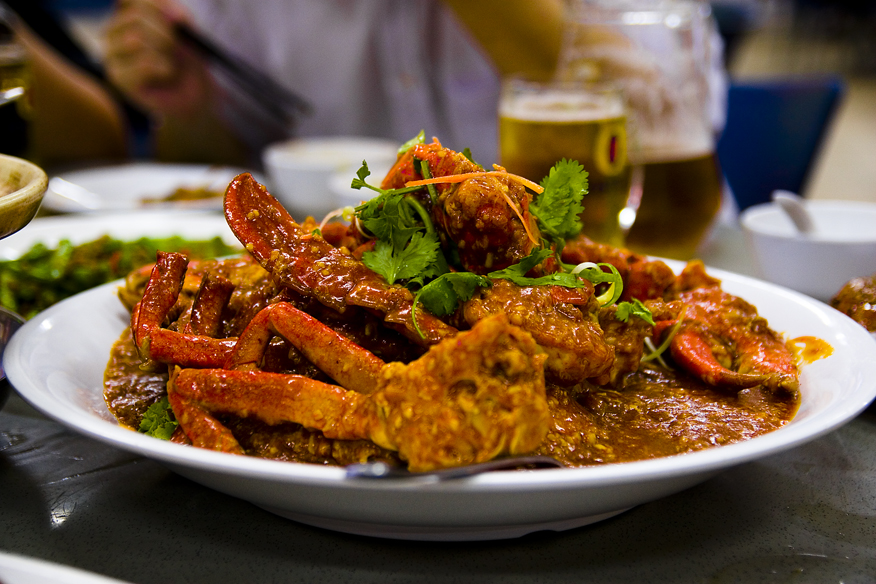
在老巴刹，选手需敲碎辣椒蟹，并分离出其中的蟹肉。

- 合肥（合肥新桥国际机场）到新加坡（新加坡樟宜机场）
- 中区（不详）[AT1]
- 西区（裕华园）[AT2]
- 中区（GRT珠宝行或老巴刹）[AT3]
- 中区（牛车水广场）
- 中区（康乐会馆）[AT4]
- 中区（金珠文物馆）[AT5]
- 中区（圣淘沙iFly）[AT6]
- 中区（鱼尾狮公园）

本赛段任务摘要：
- 绕道：队伍要选择“金灿灿”或“红彤彤”两项任务之一。
  - 在“金灿灿”任务中：选手需在金店挑选金饰佩戴。如每组两人佩戴的金饰总质量介于5千克与5.1千克之间，就可获得下一条线索。
  - 在“红彤彤”任务中：选手需将刚出锅的辣椒蟹敲碎，并分离出0.5千克以上的蟹肉，就可获得下一条线索。
- 路障：“谁是最稳的？”——选手需在风洞内完成左/右转、前进/后退及上升/下降动作，即可获得下一条线索。

附加任务：
- [AT1]：选手需前往裕华园，并寻找孔子雕像，即可获得下一条线索。
- [AT2]：选手需在裕华园听书生诵读孔子语录，然后用毛笔准确书写，即可获得下一条线索。如书写的语句并非孔子所言，或书写重复语句，则视为失败。
- [AT3]：选手需前往牛车水广场查看投票回转结果。
- [AT4]：选手需学习一套舞狮动作，并进行表演，即可获得下一条线索。
- [AT5]：选手需根据图片提示寻找并穿戴三件指定服饰，并获得裁判认可，即可获得下一条线索。
- [AT6]：选手需组装在任务中获得的积木，即可获得中继站线索。

### 第7段（新加坡 → 越南）
- 新加坡（新加坡樟宜机场）到越南胡志明市（新山一国际机场）
- 平盛郡（平贵度假村（英语：Bình Quới Tourist Village））（起点线）[AT1]
- 第一郡（中央邮局）
- 第三郡（Cơm Niêu Sài Gòn餐厅）[对抗任务]
- 第一郡（胡志明市动植物园）或第三郡（In Khôi礼品店）
- 第一郡（国王歌厅）[AT2]
- 第一郡（市政厅广场）

本赛段任务摘要：
- 起点线任务：选手需在自行车上装载100个虾笼，并将其运送至终点，即可获得下一条线索。
- 减速带：张继科 & 张传铭需在1500张明信片中找出唯一一张包含其名字的明信片。
- 对抗：“疯狂的飞米”——每组其中一名选手需向另一名选手抛掷10块飞米，之后两名选手均要食用一块。先完成的一方可获得下一条线索，另一方则需与下一组选手继续对抗。
- 绕道：队伍要选择“含情脉脉”或“喜气洋洋”两项任务之一。
  - 在“含情脉脉”任务中：选手需根据示例照片组，让路人在指定位置拍摄选手摆成指定造型的拍立得照片，并获摄影师认可，就可获得下一条线索。
  - 在“喜气洋洋”任务中：选手需制作六张与样品在手工细节上完全一致的喜帖，并或礼品店老板娘认可，就可获得下一条线索。

附加任务：
- [AT1]：选手需前往中央邮局，就可获得下一条线索。
- [AT2]：选手需前往国王歌厅学习一首中文歌曲的越南语翻唱版本，并进行演唱，即可获得下一条线索。

### 第8段（越南 → 中國）

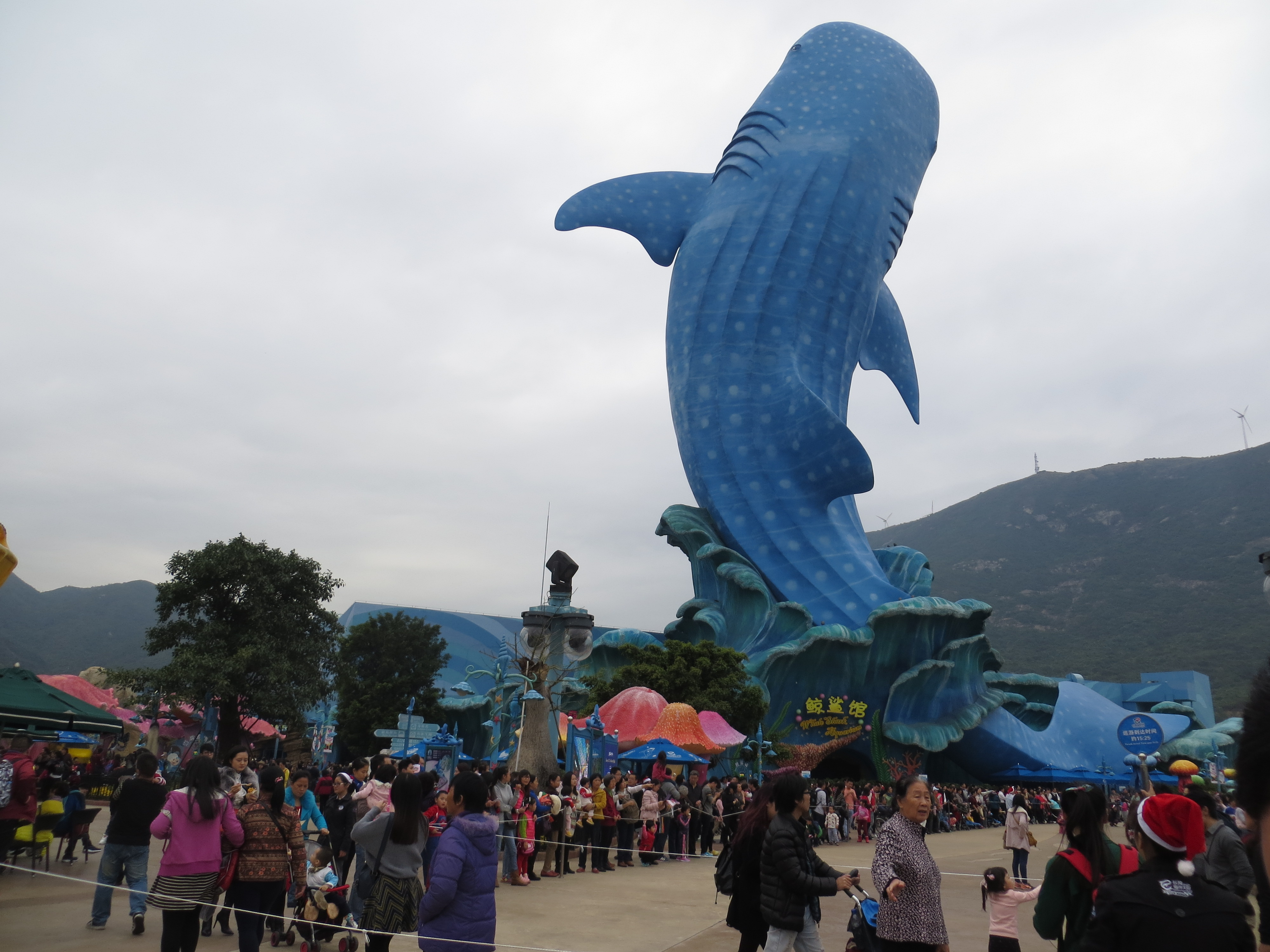
在长隆海洋王国鲸鲨馆，选手需潜入水族箱拍摄指定的海洋动物照片。

- 胡志明市（新山一国际机场）到中国珠海（珠海金湾机场）
- 香洲区（长隆海洋王国入口及海洋大街）（起点线）
- 香洲区（长隆海洋王国企鹅馆）[AT1]
- 香洲区（长隆海洋王国鲸鲨馆）[AT2]
- 澳門风顺堂区（十月初五日街英记饼家）[AT3] [AT4]
- 路氹城（君度小型高尔夫球场）[对抗任务]
- 路氹城（威尼斯人购物中心）[AT5]
- 路氹城（金沙城花园）

本赛段任务摘要：
- 起点线任务：选手需在海洋大街顶部大屏幕的信息卡群中寻找下一个任务地点。
- 对抗：“红黄大战”——先到的一组需指派己方及作为对手的后到组的出战选手。先将场地内所有半圆形积木块朝上的一面翻转为己方代表色的队伍可获得下一条线索，另一方则需与下一组选手继续对抗。

附加任务：
- [AT1]：选手需称量10只企鹅的体重及记录其颜色标识，并获得饲养员认可，即可获得下一条线索。每次称量时间不可超过10分钟。
- [AT2]：每组其中一名选手需潜入水族箱，拍摄另一名选手展示的五种海洋动物的照片，并获得潜水教练认可，即可获得下一条线索。
- [AT3]：选手需制作20块杏仁饼，并获得饼家师傅认可，即可获得下一条线索。
- [AT4]：选手需前往君度高尔夫球场，就可获得下一条线索。
- [AT5]：两名选手需在贡多拉上共同演唱一首意大利歌曲，成功即可获得下一条线索。

### 第9段（中國 → 馬來西亞）
- 澳门（澳门国际机场）到馬來西亞吉隆坡（吉隆坡国际机场）
- 雪兰莪八打灵（绍嘉纳高尔夫乡村俱乐部（英语：Saujana Golf and Country Club））[AT1]
- 八打灵（苏丹阿都阿兹沙机场空客直升机机场）
- 布城（塔曼公园（农业遗产公园））[AT2] [AT3]
- 布城（塔曼植物园（英语：Taman Botanical Garden））
- 吉隆坡武吉免登（Tupai-Tupai餐厅）[AT4]
- 武吉免登（Jalan Conlay）[AT5]
- 武吉免登（成功时代广场停机坪）

本赛段任务摘要：
- 路障1：“谁能掌控全场？”——选手需在直升机机长陪同下完成飞行加速、360°盘旋及上升等动作，并获得机长认可，即可获得下一条线索。
- 减速带：郑元畅 & 王丽坤需各自剥开一颗榴莲，并将其中的果肉按样品所示装入打包盒中，然后将其吃完。
- 路障2：“谁想漫步林间？”——选手需爬上棕榈树，然后在5分钟内从三棵棕榈树之间的绳道上摘取两半《极速前进》标志碎片，并拼到一起，即可获得下一条线索。

附加任务：
- [AT1]：选手需前往空客直升机机场，即可获得下一条线索。
- [AT2]：每组两名选手需利用不多于10发吹箭射中三颗菠萝，且两名选手均需射中，成功后即可获得下一条线索。
- [AT3]：选手需前往塔曼植物园，即可获得下一条线索。
- [AT4]：选手需与毛律族土著一同跳庆祝丰收的舞蹈，并从蹦床上空摘下旗帜，就可获得下一条线索。
- [AT5]：选手需将在任务中收集到的蜡染碎片拼成完整的蜡染布样品，然后寻找对应的花色图案印章，复刻上述蜡染布，并获得工坊老板认可，即可获得下一条线索。

### 第10段（馬來西亞 → 中国）
- 吉隆坡（吉隆坡国际机场）到中国上海（上海浦东国际机场）
- 松江区（上海影视乐园）（起点线）
- 松江区（上海影视乐园大上海舞厅）[AT1]
- 浦东新区（中华艺术宫）[AT2]
- 杨浦区（中谷小南国花园酒店）[AT3]
- 长宁区（江苏路114弄20号）[AT4]
- 上海市（上海虹桥站）到滁州市（滁州站）
- 南谯区（南方黑芝麻食品厂）[AT5]

本赛段任务摘要：
- 起点线任务：选手需将磁带放入磁带录音机内，听取下一条线索。
- 路障1：“谁能纵横上海滩？”——选手需利用声控装置控制自己的高度，并摘取建筑物外墙上的十面旗帜，即可获得下一条线索。
- 路障2：“谁知女人心？”——选手需依照房间内的四位太太以上海话提出的要求准备甜点及饮品，全部正确即可获得下一条线索。

附加任务：
- [AT1]：选手需观看一场爵士舞表演，并依演出者特征记忆其艺名，再在门口海报处补上演出者艺名，全部正确即可获得下一条线索。
- [AT2]：选手需搭建一朵与示例图片相同的斗拱，并获得“天猫裁判”认可，即可获得下一条线索。
- [AT3]：选手需前往江苏路114弄，即可获得下一条线索。
- [AT4]：选手须利用滴滴快车前往上海虹桥站乘搭高铁至滁州站，并前往南方黑芝麻食品，就可获得下一条线索。
- [AT5]：选手需逐一翻开十个题板，并根据关键词在线索箱群内寻找唯一匹配的剧照，全部找齐即可获得终点站线索。

## 收视率
| 中国 深圳卫视 首播收视率 （CSM52） |               |               |               |        |      |
| 集數                               | 播出日期      | 收视率        | 收视份额      | 排名   | 備註 |
| 1                                  | 2017年8月4日  | 0.748 / 0.629 | 3.584 / 4.672 | 6 / 8  |      |
| 2                                  | 2017年8月11日 | 0.664 / 0.503 | 3.128 / 3.661 | 5 / 9  |      |
| 3                                  | 2017年8月18日 | 0.748 / 0.500 | 3.560 / 3.644 | 5 / 10 |      |
| 4                                  | 2017年8月25日 | 0.766 / 0.576 | 3.636 / 4.243 | 5 / 9  |      |
| 5                                  | 2017年9月1日  | 0.558 / 0.440 | 2.701 / 3.728 | 8 / 11 |      |
| 6                                  | 2017年9月8日  | 0.644 / 0.374 | 3.309 / 3.109 | 5 / 12 |      |
| 7                                  | 2017年9月15日 | 0.884 / 0.424 | 4.687 / 3.630 | 5 / 11 |      |
| 8                                  | 2017年9月22日 | 0.766 / 0.400 | 3.893 / 3.344 | 6 / 11 |      |
| 9                                  | 2017年9月29日 | 0.714 / 0.344 | 4.170 / 3.434 | 5 / 11 |      |
| 10                                 | 2017年10月6日 | 0.746 / 0.414 | 4.058 / 3.675 | 4 / 7  |      |

1. 同时段或交叉时段主要节目：
  - 浙江卫视：《中国新歌声2》
  - 湖南卫视：《天天向上》
  - 江苏卫视：《来吧兄弟》
2. 数据由广视索福瑞提供，调查范围为四岁以上之观众。
3. 以上收视排名不包括央视在内。
4. 排名为周五晚间所有节目的排名，并不一定为同一时段。
5. 红字为最高收视率、收视份额或排名，蓝字为最低收视率、收视份额或排名。
6. 单集收视率分两个时段记录，自左至右分别为正片部分及“冠军时刻”部分；其余部分不纳入统计范围。
7. 数据来源：卫视这些事儿、收视率排行。